# ژئوفیزیک اکتشاف
ژئوفیزیک اکتشاف (انگلیسی: Exploration geophysics) از روش‌های اکتشاف ذخایر هیدروکربوری، با استفاده از روش ژئوفیزیکی می‌باشد. روش‌های اکتشاف ذخایر هیدروکربوری به چهار دسته زمین‌شناسی، ژئوشیمی، ژئوفیزیک و دورسنجی تقسیم می‌شوند، که تکنیک‌های ژئوفیزیکی با تمرکز بر لرزه‌نگاری، به عنوان مؤثرترین روش برای درک زمین‌شناسی و بررسی تغییرات خواص فیزیکی سنگ‌ها مانند؛ شکستگی، تراوایی و اشباع از سیال، در مشخص‌نمودن خواص مخازن هیدروکربوری بکار می‌روند. امروزه علم ژئوفیزیک علاوه بر کاربرد در اکتشاف ذخایر زیرزمینی (شامل نفت و گاز، ذخایر آب زیرزمینی و کانی‌های اقتصادی)، برای مقاصد مهندسی سازه‌های عظیم مانند سدسازی و پل‌سازی توسعه فراوانی یافته است.
کاربرد ژئوفیزیک در اکتشاف ذخایر نفت و گاز از دهه ۱۹۲۰ آغاز شد و از اوایل دهه ۱۹۴۰ ژئوفیزیک جایگزین روش‌های معمول زمین‌شناسی در اکتشاف منابع هیدروکربوری گردید و ظهور کامپیوترها در حیطه علوم زمین نیز، دگرگونی شگرفی از کاربرد ژئوفیزیک عملی در اکتشاف مخازن هیدروکربوری ایجاد نمود. امروزه با استفاده از روش انعکاس لزره‌ای و اعمال مراحل پیچیده ریاضی توسط کامپیوتر، می‌توان یک مقطع زمین‌شناسی دقیق از طبقات سنگهای داخل زمین تا اعماق نسبتاً زیاد (بیش از ۷ کیلومتر) تهیه نمود و خصوصیات متعدد ساختمانی و استراتیگرافی سنگ‌های زیر سطح زمین را شناخت و به وجود یا عدم وجود تله‌های نفت و گاز در آن پی برد و در صورت لزوم، محل دقیق حفاری‌ها را برای دسترسی به این منابع به طور بهینه تعیین نمود.